# Quartier chrétien de la vieille ville de Jérusalem
Le quartier chrétien (hébreu : הרובע הנוצרי  Ha'Rova Ha'Notzrí ; en arabe : حارة النصارى Harat al-Nasarí) est l'un des quatre quartiers traditionnels (juif, musulman, arménien) de la vieille ville de Jérusalem. Le quartier où vivent des Arabes chrétiens de Palestine est situé dans la partie nord-ouest de la ville de Jérusalem, où l'on trouve notamment le Saint-Sépulcre, la Mosquée d'Omar, le monastère de l'ordre franciscain ou les rues Muristan.
Cet article ne traite pas des Arméniens, bien qu'étant très majoritairement chrétiens, puisque la communauté arménienne de Jérusalem a une histoire particulière qui précède même la naissance du christianisme ; de fait, ils ont développé leur propre quartier.

## Présentation
Le quartier chrétien s'étend sur 19 hectares. Il est généralement le premier lieu à être visité dans la vieille ville, car il est situé derrière la porte de Jaffa, l'entrée traditionnelle des pèlerins et touristes de la ville. Il s'étend de la Porte Neuve au nord, le long du Mur occidental jusqu'à la Porte de Jaffa au sud, bordant les quartiers juif et arménien, ainsi que la Porte de Damas à l'est, à la frontière avec le quartier musulman.
Dans le quartier chrétien, une partie importante des institutions religieuses sont situées à l'intérieur d'enceintes fermées qui s'étendent souvent sur des superficies considérables.
La basilique du Saint-Sépulcre est l'église la plus vénérable pour les chrétiens de toutes les confessions se trouvant à Jérusalem, et se situe au cœur du quartier. Pour les catholiques, on trouve aussi la co-cathédrale latine du patriarcat latin de Jérusalem, près de la porte de Jaffa, où se rendirent les papes Paul VI, Jean-Paul II et Benoît XVI.
Le quartier est parsemé d'une quarantaine d'autres édifices religieux comme l'église de Saint-Jean-Baptiste, église luthérienne du Rédempteur, le patriarcat grec-orthodoxe, le patriarcat copte de Jérusalem, le patriarcat éthiopien de Jérusalem, des monastères, des auberges, etc.
Le quartier compte un grand nombre de boutiques de souvenirs pour touristes ainsi que des cafés, des restaurants et des hôtels. Les commerces du quartier sont situés le long de la rue du Marché/David Street, ainsi qu'à Muristan (ancien hôpital, en persan) et le long de ladite « rue des Chrétiens » qui chemine sur un tracé remontant aux Romains.
Les hôtels du quartier ont été construits à la fois par les institutions ecclésiastiques elles-mêmes pour servir d'hébergement aux pèlerins et des hôteliers privés.
On trouve également dans ce quartier plusieurs petits musées comme le musée du Patriarcat grec orthodoxe, et à l'extrémité sud-ouest du quartier, la piscine d'Ézéchias qui était autrefois utilisée pour stocker l'eau de pluie à Jérusalem.
Les toitures des bâtiments du quartier sont constituées de tuiles rouges, une originalité dans la vieille ville.
La population du quartier chrétien s'élève à environ 6 000 habitants. Si la plupart de ses habitants sont des chrétiens palestiniens, leur nombre est décroissant.

## Panoramas
Dans le quartier grec du Muristan nommé Souq Aftimos, on peut avoir une vue panoramique sur toute la vieille ville depuis divers toits et terrasses ou depuis le clocher l'église du Rédempteur. Près de là, un escalier permet d'accéder à une promenade sur les toits en terrasse du quartier. Les toits de l'église du Saint-Sépulcre sont un autre point de vue panoramique. Sur l'un d'eux se trouve le monastère éthiopien constitué de huttes de terre comme un village africain.
Il existe un point de vue sur l'ensemble du quartier depuis la tour Phasaël (en), dans la citadelle. Enfin, il est possible de se promener en haut de la muraille extérieure de la vieille ville.

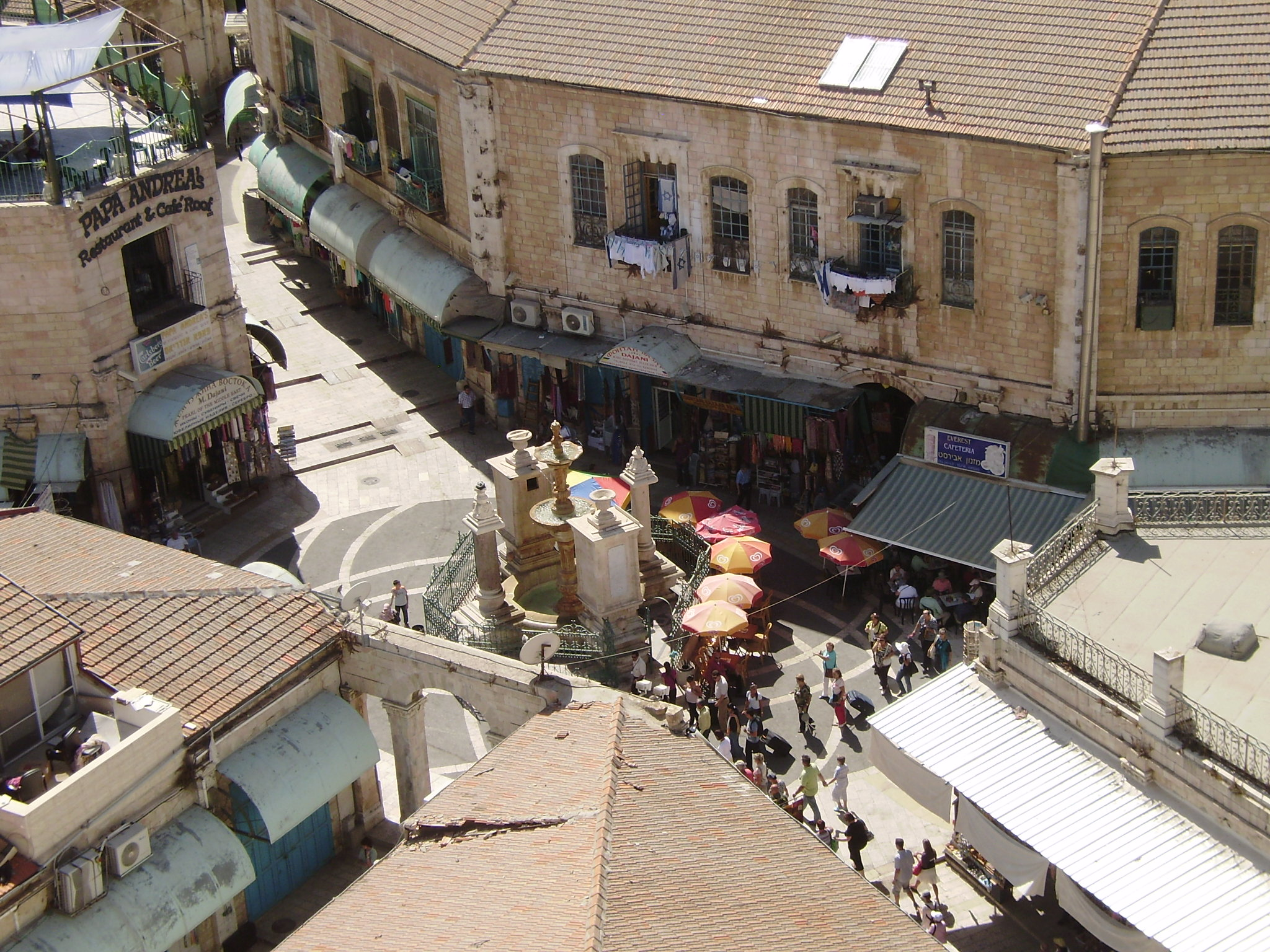
Le souq Aftimos et la fontaine du Muristan, dans le quartier chrétien de la vieille ville de Jérusalem
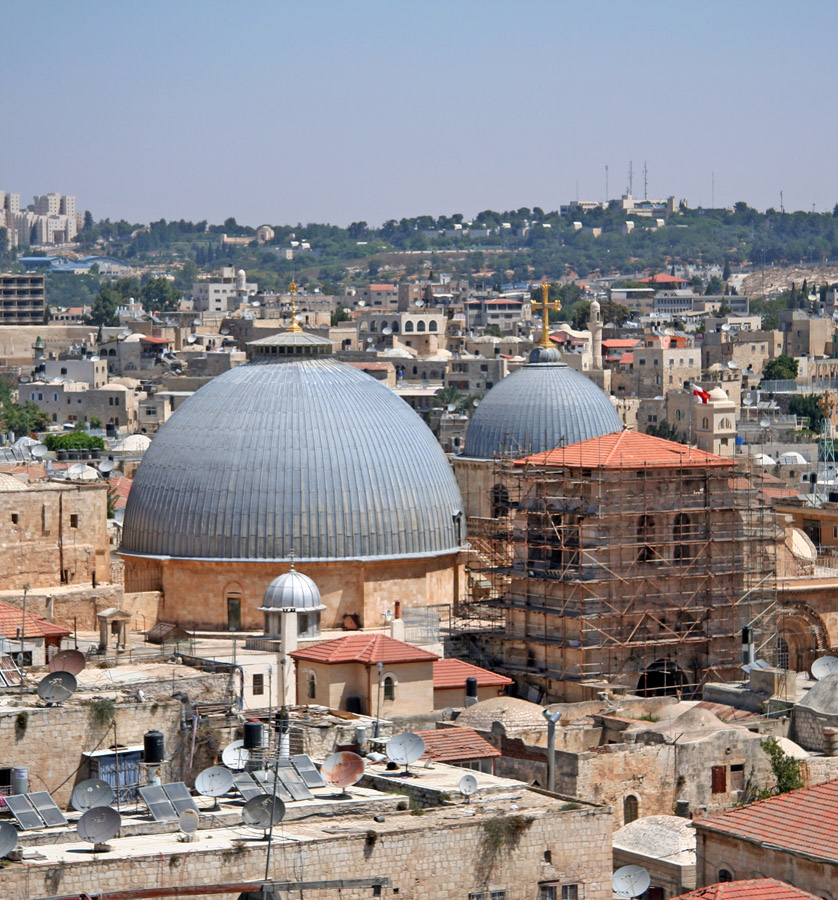
Les deux dômes et le clocher de l'église du Saint-Sépulcre
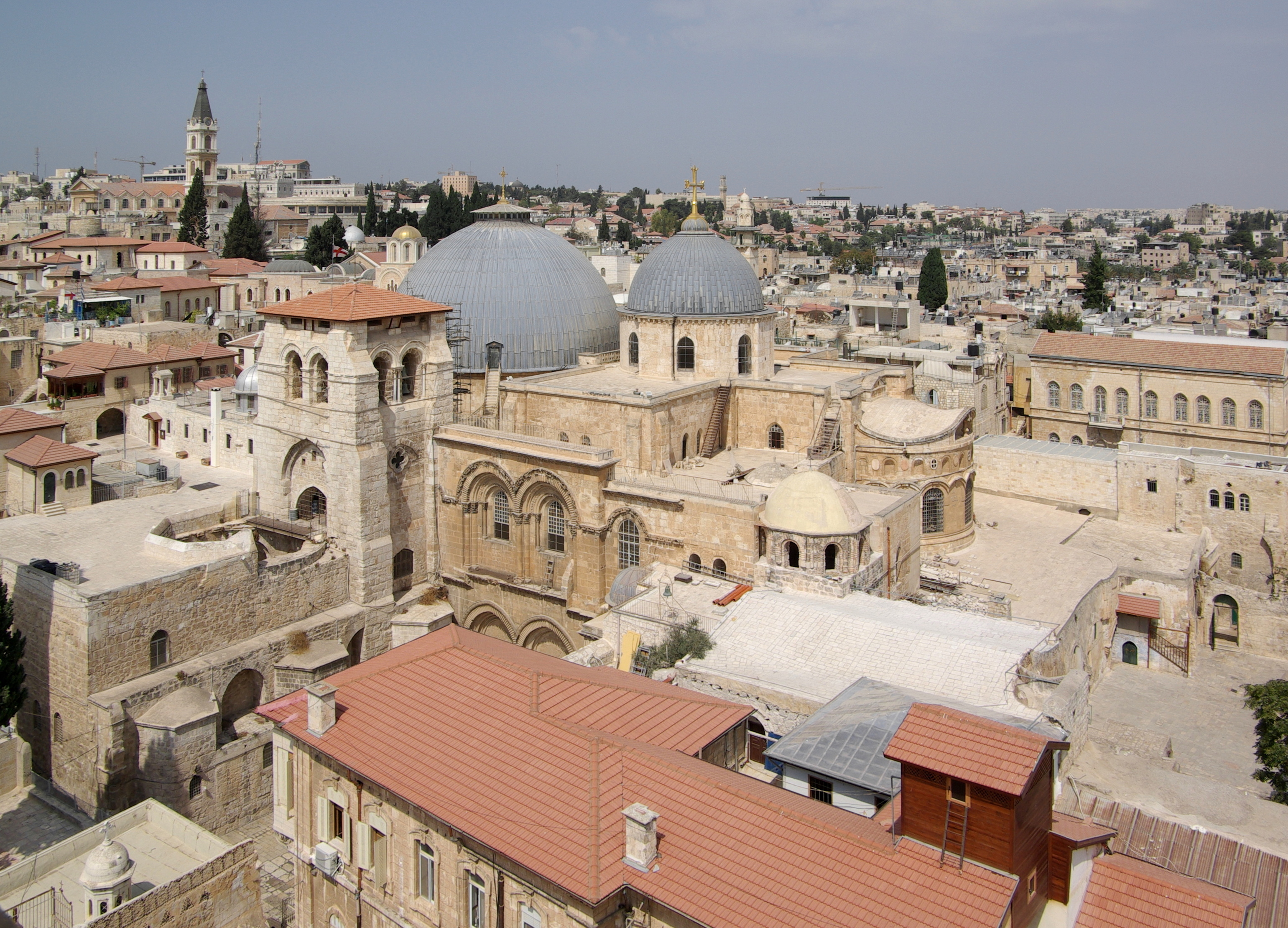
Le Saint-Sépulcre vu depuis le clocher de l'église luthérienne du Rédempteur
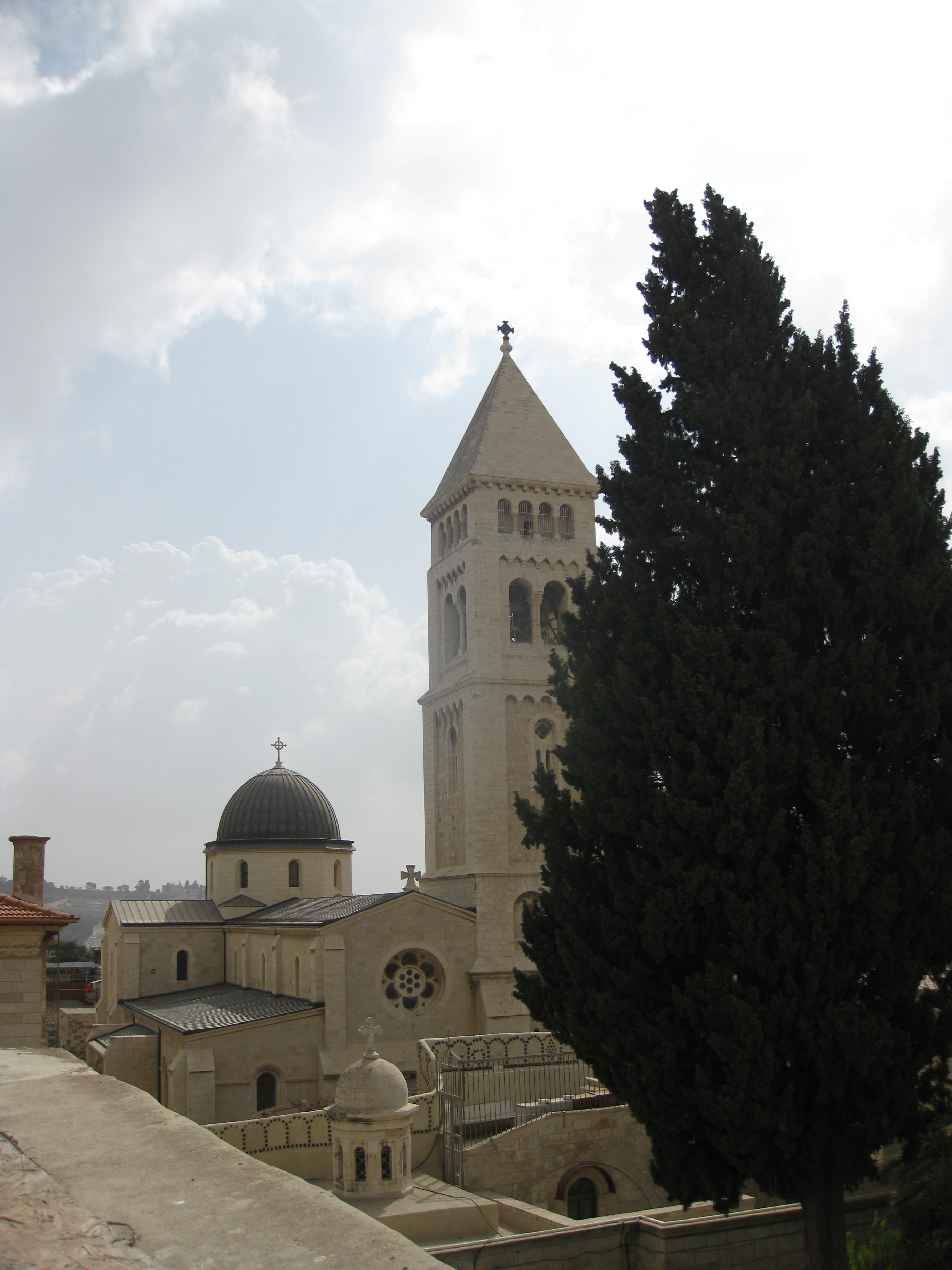
L'église luthérienne du Rédempteur vue depuis le toit-terrasse de l'église du Saint-Sépulcre
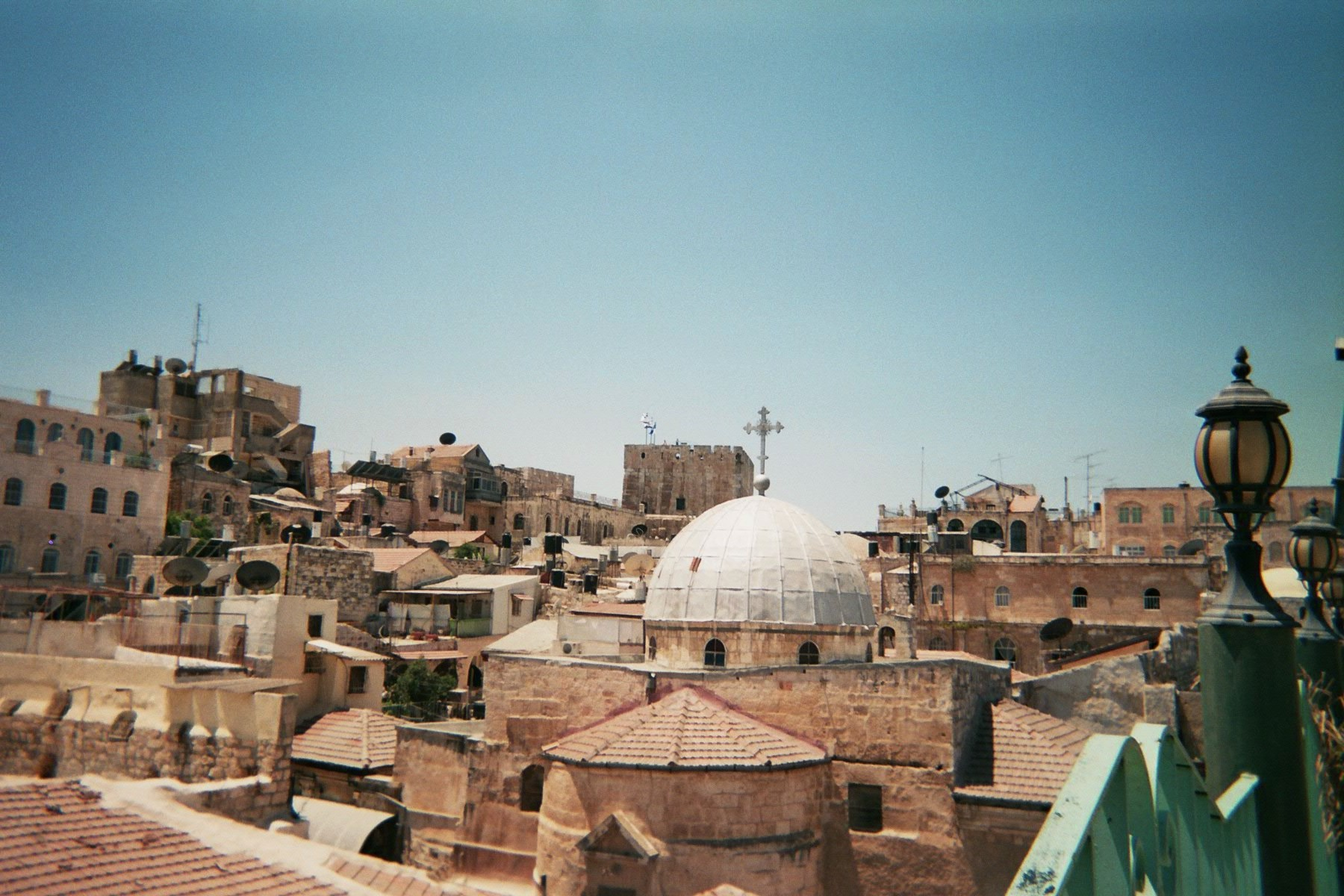
L'église Saint-Jean-Baptiste de Jérusalem vue depuis le toit-terrasse d'un restaurant du Muristan.

## Églises et monastères
- Églises :
  - basilique du Saint-Sépulcre ;
  - cathédrale Notre-Dame de l'Annonciation (église grecque-melkite-catholique);
  - église luthérienne du Rédempteur (sur l'ancien emplacement de Sainte-Marie-des-Latins);
  - église Saint-Jean-Baptiste ;
  - église Saint-Alexandre-Nevski de la mission russe Saint-Alexandre ;Sainte-Marie-Latine
  - église franciscaine du Saint-Sauveur.
- Monastères :
  - monastère grec ;
  - monastère Deir es-Sultan ;
  - couvent du Saint-Sauveur (Custodie franciscaine de Terre sainte).

## Partie nord-ouest
Le quartier est également accessible par la Nouvelle Porte au nord-ouest.
Au nord, au-delà mais à proximité de la Porte de Damas, sur la route de Naplouse (ou Derekh Shekhem en hébreu), se trouvent d'autres sites remarquables dont le Tombeau des Rois (faisant partie du Domaine national français) ainsi que les basilique et couvent Saint-Étienne. En ce dernier, parfois appelé « monastère », vivent une vingtaine de dominicains et se trouve également l'École biblique et archéologique française de Jérusalem.

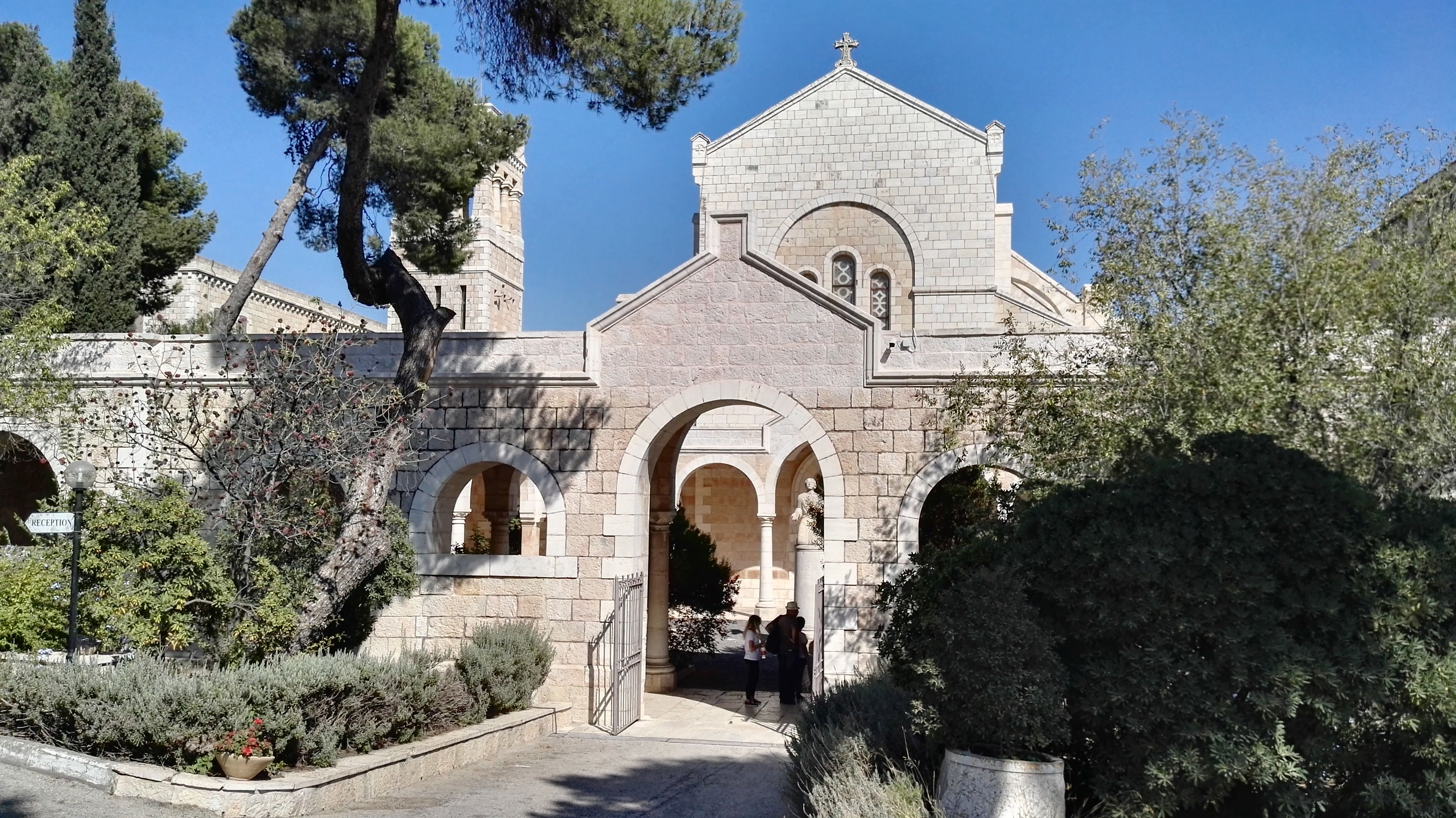
Entrée de la Basilique Saint-Étienne de Jérusalem